# Court Street – Borough Hall
Court Street – Borough Hall – stacja metra nowojorskiego, na linii 2, 3, 4, 5, N i Q. Znajduje się w dzielnicy Brooklyn, w Nowym Jorku i zlokalizowana jest pomiędzy stacjami Clark Street, Bowling Green, Hoyt Street – Fulton Mall, South Ferry – Whitehall Street oraz Nevins Street i Jay Street – MetroTech. Została otwarta 1 maja 1908.